# 世界躰道選手権大会
世界躰道選手権大会（せかいたいどうせんしゅけんたいかい）は、世界躰道連盟が主催（一部共催）する躰道の世界大会である。第1回は1993年に日本の東京で行われた。

## 概略
1993年の開催以後、4年に一度開催されている。これまで日本と海外で、交互の開催となっている。

## 開催地一覧
- 第1回（1993年） 東京（ 日本）
- 第2回（1997年） ヘルシンキ（ フィンランド）
- 第3回（2001年） 那覇（ 日本）
- 第4回（2005年） ヨーテボリ（ スウェーデン）
- 第5回（2009年） 広島（ 日本）
- 第6回（2013年） ヘルシンキ（ フィンランド）
- 第7回（2017年） 甲府（ 日本）